# Берска синагога
Берската синагога (на гръцки: Συναγωγή της Βέροιας) е юдейски храм в македонския град Бер (Верия), Гърция.

## История
Синагогата е разположена в бившия еврейски романиотски квартал на града Барбута. Архитектурните му елементи наподобяват тези в малките синагоги в Солун. Храмът има богато украсен интериор. Сградата е изградена или цялостно обновена на базата на ферман на султан Абдул Меджид I в 1850 година. Четири колони в центъра ограничават бимата (тева), а на източната стена е хехал – нишата с ковчега на завета. Подът е настлан с дървени дъски, като в центъра е украсен с декоративни облицовки. Отзад е микве – банята за ритуално измиване. За разлика от християнските църкви, сградата е в редицата на къщите.
Сградата е реконструирана в 1997 година от берската община с финансовата подкрепа на Европейския съюз, гръцки и международни еврейски организации.
След унищожаването на по-голямата част от берските евреи по време на Холокоста през Втората световна война и емиграцията на оцелелите в Израел, сградата е затворена и се отваря само, когато в града пристигат евреи да се молят. Сградата се използва за културни събития.
В синагогата в Бер проповядват апостолите Павел и Сила около 51 и отново Павел около 57 година.